# Albéric Magnard
Pour les articles homonymes, voir Magnard.
Lucien Denis Gabriel Albéric Magnard est un compositeur français, né à Paris, dans le 18e arrondissement, le 9 juin 1865, et mort à Baron, dans l'Oise, le 3 septembre 1914, à 49 ans. Il est parfois surnommé le « Bruckner français »[Information douteuse].

## Biographie
Fils de Francis Magnard (1837-1894), rédacteur en chef du Figaro, et d'Émilie Bauduer (1837-1869), Albéric Magnard perd sa mère à l'âge de 4 ans. Son père se remarie avec Olympe Broye. Albéric fait des études de droit avant d'entrer au Conservatoire de Paris en 1886 ou 1887, après avoir vu une représentation de Tristan et Isolde à Bayreuth. Il y devient l'élève de Théodore Dubois et Massenet. Il étudie par la suite pendant quatre années avec Vincent d'Indy, dont l'amitié ne se dément pas, en dépit d'opinions politiques et religieuses divergentes.
Le 15 février 1896, Albéric épouse à Paris Julia Maria Créton (1873-1940) — mère d'un fils de 5 ans, René —, avec laquelle il a deux filles, Ève (1901-1980) et Ondine (1904-1968), élevées avec René. Il dédie à sa femme son Hymne à Vénus. La même année, il compose sa troisième (et plus célèbre) symphonie, et commence à enseigner le contrepoint à la Schola Cantorum, fondée à Paris en 1894 par Bordes, Guilmant et d'Indy.
Son œuvre comprend 21 numéros d'opus (l'opus 22, Douze poèmes en musique, ayant été détruit lors de l'incendie de son manoir le 3 septembre 1914) et deux œuvres sans numéro d'opus, En Dieu mon espérance et mon épée pour ma défense et À Henriette. Il compose quatre symphonies — à l'orchestration riche, digne de César Franck, dont la Symphonie n° 3 op. 11 (1895/6) et la majestueuse Symphonie n° 4 (1911-1913) — un Chant funèbre op. 9 pour orchestre (1895), très émouvant, dédié à la mémoire de son père, une sonate pour violon et piano qui fut souvent interprétée par Eugène Ysaÿe et Raoul Pugno, une sonate pour violoncelle, un trio avec piano, un quatuor à cordes, un quintette pour vents et piano ainsi que des œuvres lyriques (Yolande, opéra en un acte terminé en 1892, Guercœur, et Bérénice, tragédies en musique terminées respectivement en 1901 et 1909, Bérénice étant représentée en 1911). Maurice Boucher, ancien élève de l'École normale supérieure, consacre un livre à cet opéra au lendemain de la Première Guerre mondiale. Albéric Magnard écrit par ailleurs quelques chroniques musicales pour Le Figaro.

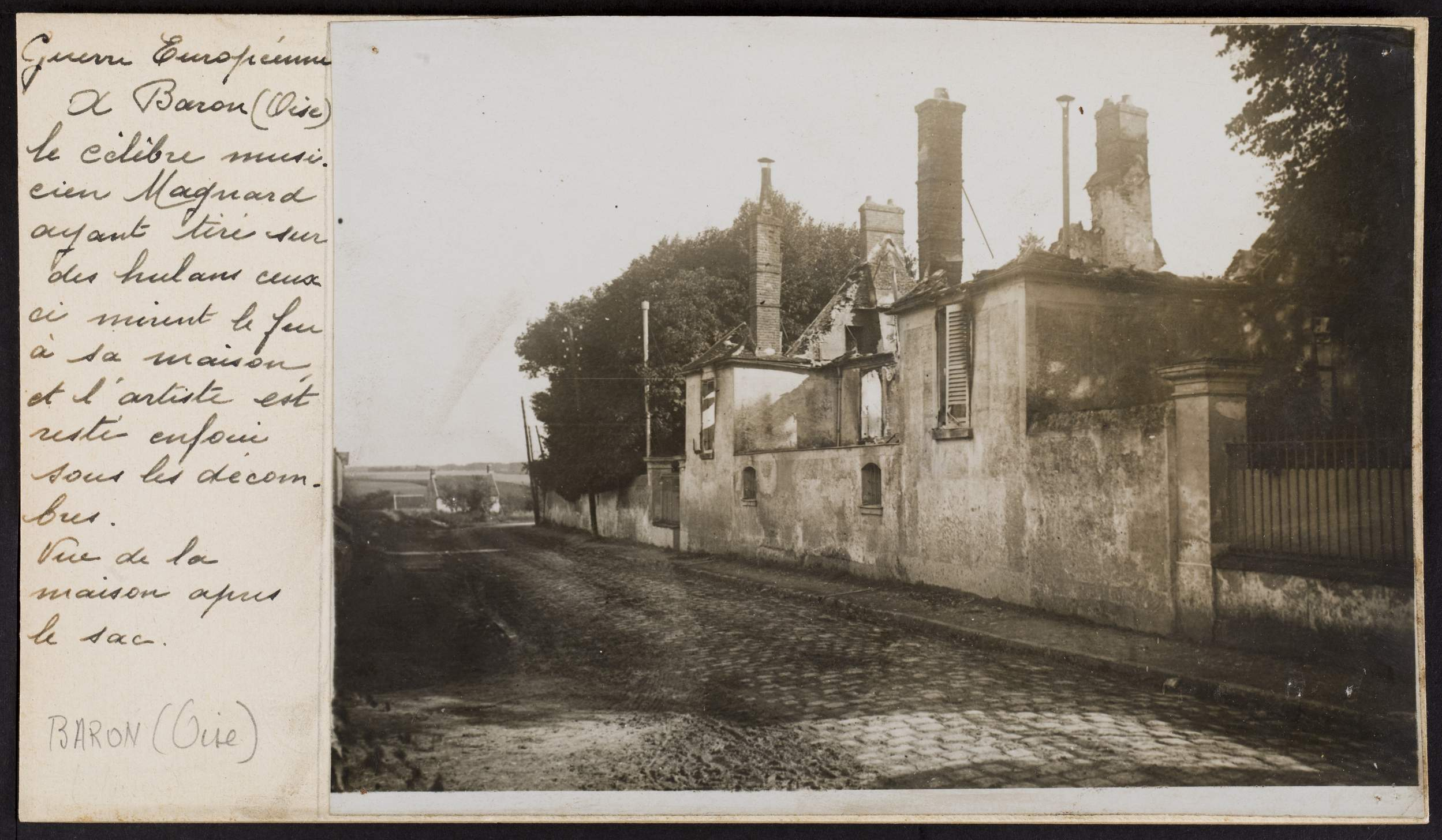
Ruines de la maison d'Albéric Magnard après sa destruction par les Allemands.

Le 3 septembre 1914, il est tué après avoir tenté de repousser des Allemands qui détruisent son manoir de Baron, dans l'Oise (maison sise au 5 rue des Russons et achetée en 1904). 
Une importante partie de son œuvre ainsi que le manuscrit de deux des trois actes de Guercœur et tous les exemplaires de Yolande sont détruits. Guy Ropartz, son ami depuis le Conservatoire, reconstitue par la suite la partition de Guercœur à partir de la réduction pour piano déjà publiée et de ses souvenirs de la représentation du troisième acte qu'il a dirigée en 1908. Guercœur est représenté pour la première fois en 1931 à l'Opéra de Paris.
Mort pour la France, il est enterré au cimetière de Passy. 
L’Académie française lui décerne le prix Charles-Blanc en 1915.
En 1927, une rue du 16e arrondissement de Paris, la rue Richard-Wagner, a reçu le nom de rue Albéric-Magnard. Le journaliste Octave Lebesgue, dit Georges Montorgueil, écrit lors de cette substitution de nom : « Magnard aurait sans doute préféré n'être pas le nom qui efface un autre nom, dont l'illustration, quoique germanique, n'en sera pas pour cette exécution, aboli de la mémoire des hommes » (cité par Simon-Pierre Perret dans Albéric Magnard éd. Fayard 2001). 
Le Sénat propose que son corps entre au Panthéon. Sa famille s'y oppose en refusant les « hochets tardifs ». 
La vie de Magnard est marquée par un certain nombre d'engagements : il dédie sa quatrième symphonie à une organisation féministe et démissionne de l'armée en tant que dreyfusard après avoir écrit son Hymne à la justice en soutien au capitaine Dreyfus.

« D'un caractère plutôt méditatif, fier, altier, Albéric Magnard est toute sa vie suspicieux des expressions d'admiration, hors celles issues de son petit cercle d'amis. Fait plus dommageable, il est connu pour s'être exclamé un jour : “L'artiste qui ne puise pas sa force dans l'abnégation est ou près de sa mort ou près du déshonneur.” Bref, il fait tout pour être ignoré du grand public. Et c'est ce qui lui advint. De tous les compositeurs français de son époque, il est certainement le plus méconnu. Son œuvre pourtant, outre qu'elle constitue un jalon essentiel sur le chemin qui mène du XIXe au XXe siècle (on songe, par exemple, à l'aspect “stravinskien” de la sonate pour violoncelle), est magnifique. »

— D'après Francis Pott, présentation des symphonies nos 3 et 4 - Hyperion

## Œuvres

### Œuvres symphoniques
- Suite dans le style ancien op. 2 (1888, rév. 1889)
- Symphonie no 1 op. 4 (1889)
- Symphonie no 2 op. 6 (1892–1893, rév. 1896)
- Chant funèbre op. 9 (1895)
- Ouverture op. 10 (1895)
- Symphonie no 3 op. 11 (1895–1896)
- Hymne à la justice op. 14 (1902)
- Hymne à Vénus op. 17 (1903-1904)
- Symphonie no 4 op. 21 (1913)

### Œuvres lyriques
- Yolande op. 5 (1888-1891)
- Guercœur op. 12 (1897-1900)
- Bérénice op. 19 (1905-1909)

### Musique de chambre
- Quintette pour flûte, clarinette, hautbois, basson et piano en ré mineur op. 8 (1894)
- Sonate pour violon et piano en sol majeur op. 13 (1901)
- Quatuor à cordes en mi mineur op. 16 (1903)
- Trio avec piano en fa majeur op. 18 (1904)
- Sonate pour violoncelle et piano en la majeur op. 20 (1911)

### Musique pour piano
- En Dieu mon espérance et mon espée pour ma défense (1889)
- Trois pièces pour piano op. 1 (1888, éd. 1891)
- Promenades op. 7 (1893)

### Mélodies
- À Henriette (pour voix et piano) (1890) (Texte : Albéric Magnard)
- Six poèmes op. 3 (pour voix et piano) (1887-90)
  - 1. À Elle (Texte : Albéric Magnard) 
  - 2. Invocation (Texte : Albéric Magnard) 
  - 3. Le Rhin allemand (Texte : Alfred de Musset)
  - 4. Nocturne (Texte : Albéric Magnard)
  - 5. Ad fontem Bandusiæ (Texte : Horace)
  - 6. Au poète (Texte : Albéric Magnard)
- Quatre poèmes op. 15 (pour baryton et piano) (1902)
  - 1. Je n'ai jamais connu les baisers d'une mère (Texte : Albéric Magnard)
  - 2. Les roses de l'amour ont fleuri sur tes joues (Texte : Albéric Magnard)
  - 3. Enfant rieuse, enfant vivace (Texte : Albéric Magnard)
  - 4. Quand la mort viendra (Texte : Albéric Magnard)
- Douze poèmes en musique op. 22 (1913-14)
  - 1. Rien n’est doux que l’amour (Epigramme III) (Texte : André Chénier)
  - 2. Accours, jeune Chromis (Epigramme XV) (Texte : André Chénier)
  - 3. Des vallons de Bourgogne (Bucoliques, fragment XXIII) (Texte : André Chénier)
  - 4. Ô vierge de la chasse (Bucolique III) (Texte : André Chénier)
  - 5. Toujours ce souvenir m'attendrit (Bucoliques, fragment) (Texte : André Chénier)
  - 6. Là reposait l’amour (Epigrammes X) (Texte : André Chénier)
  - 7. Orages de l'amour (Texte : Marceline Desbordes-Valmore)
  - 8. Les cloches et les larmes (Texte : Marceline Desbordes-Valmore)
  - 9. Le nid solitaire (Texte : Marceline Desbordes-Valmore)
  - 10. Fierté, pardonne-moi ! (Texte : Marceline Desbordes-Valmore)
  - 11. La couronne effeuillée (Texte : Marceline Desbordes-Valmore)
  - 12. Que mon nom ne soit rien qu’une ombre (Texte : Marceline Desbordes-Valmore)

## Enregistrements
- L'intégrale des symphonies, le Chant Funèbre, l’Ouverture opus 10, et l’Hymne à la justice par l'Orchestre national du Capitole de Toulouse dirigé par Michel Plasson (EMI Classics) ;
- L'intégrale des symphonies par le BBC Scottish Symphony Orchestra dirigé par Jean-Yves Ossonce (Hyperion) ;
- L'intégrale des symphonies par l'Orchestre symphonique de Malmö dirigé par Thomas Sanderling (BIS, rééditée chez Brilliant Classics) ;
- Le Quatuor à cordes par le Quatuor Artis et la Sonate pour violoncelle par Thomas Demenga et Christoph Keller (Accord) ;
- La Sonate pour violon op.13 et diverses pièces pour piano par Robert Zimansky et Christoph Keller (Accord, 1984) ;
- La Sonate pour violoncelle et le Trio par Xavier Phillips, Régis Pasquier et Hüseyin Sermet (Auvidis) ;
- Intégrale de la musique de chambre (Timpani) ;
- Le Quintette en ré mineur pour vents et piano op. 8 et le Trio avec piano en fa mineur op. 18, par Anna-Katharina Graf, Roman Schmid, Elmar Schimid, Jiri Flieger, Adelina Oprean, Thomas Demenga et Christoph Keller (Accord, 1987) ;
- Guercœur, tragédie lyrique, José van Dam, Hildegard Behrens, Gary Lakes, Nadine Denize, Orchestre national du Capitole de Toulouse dirigé par Michel Plasson (EMI) ;

- Hymne à Vénus, Hymne à la justice, Chant Funèbre, Ouverture op. 10 et Suite dans le style ancien, Orchestre philharmonique du Luxembourg dirigé par Mark Stringer (CD Timpani).

## Bibliographie commentée

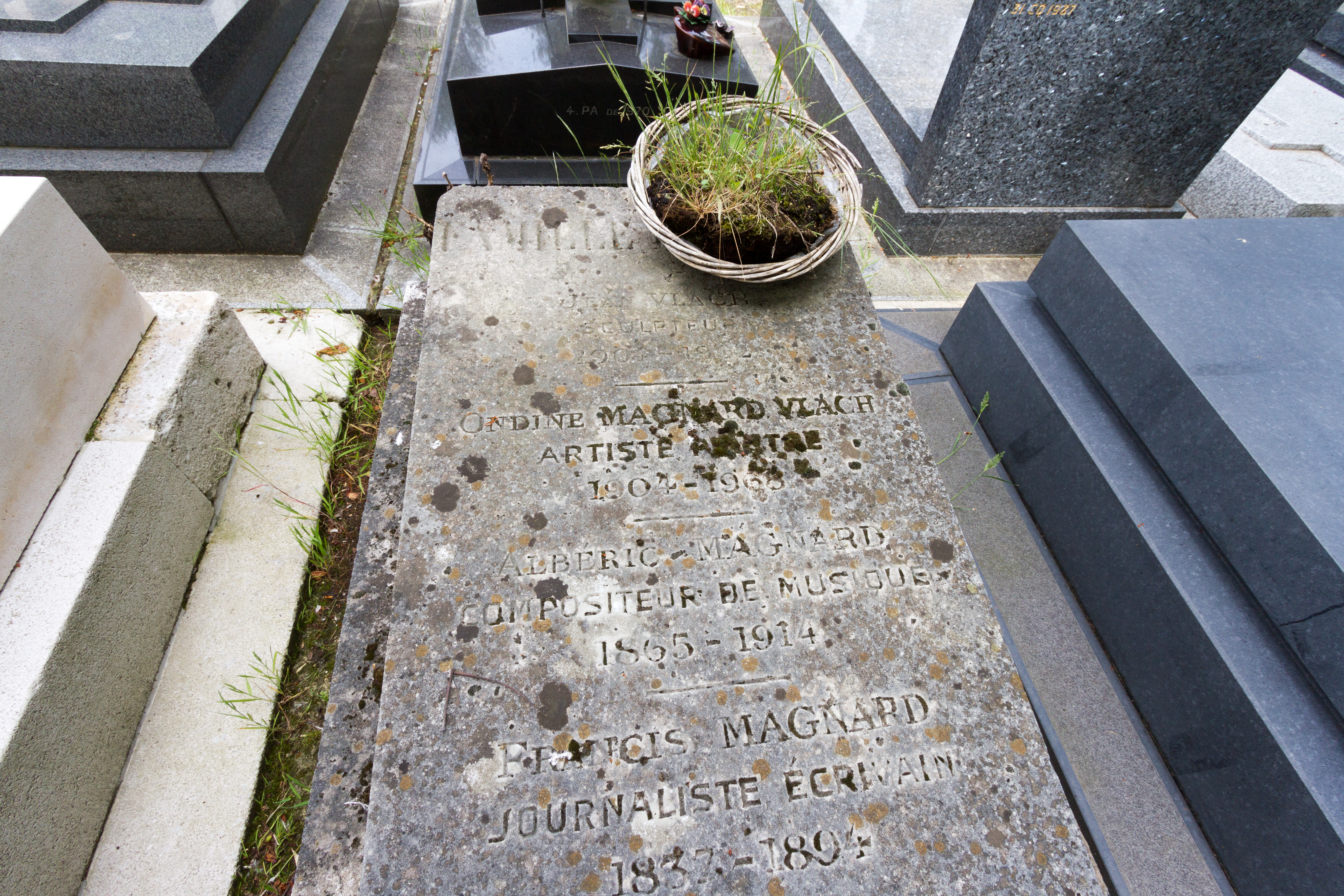
Sa tombe au cimetière de Passy.